# José Miguel Villouta
José Miguel Villouta Reyes (Santiago, 3 de agosto de 1976) es un presentador de televisión y locutor de radio chileno.

## Biografía
Estudió en el Grange School y luego ingresó a la carrera de periodismo en la Universidad Diego Portales, donde estuvo 2 años. Luego cursó la misma carrera en la Universidad SEK también por 2 años, pero abandonó nuevamente la carrera. Paralelamente tomó el taller literario de la Zona de Contacto –conducido por Alberto Fuguet– durante cuatro años.
Comenzó su carrera televisiva en 1995, como animador del programa Tú la llevai, en la desaparecida estación abierta Canal 2 Rock & Pop. Tras participar en diversos espacios consiguió uno estable en dicho canal, Superpop, que trataba sobre música y actualidad para jóvenes.
Sin embargo, Villouta se hizo popular gracias al programa El interruptor de la señal de cable Vía X, iniciado en 2002 y al aire hasta 2005, que combinaba entrevistas en profundidad a personalidades de diversos ámbitos, con comentarios de actualidad nacional e internacional caracterizados por su mordacidad y continua defensa de la causa gay, orientación sexual que José Miguel ha reconocido abiertamente.
En 2004, participó en la sección «Los opinólogos» (de donde surgió el término homónimo, aplicado en Chile a cualquier crítico de farándula o no especializado) del programa Vértigo, junto a Pamela Jiles y Gloria Simonetti, y en el matinal Viva la mañana, ambos de Canal 13.
También ha trabajado en radio, conduciendo un programa en FM Tiempo titulado Buffet, donde tuvo varias compañeras, cuya rotación nunca fue explicada en detalle. En cuanto la estación radial puso fin al programa, por diferencias con su línea editorial, Villouta fue contratado en enero de 2007 como panelista del programa de farándula SQP de Chilevisión, que ocupaba la misma franja horaria de Buffet.
En marzo de 2007, participó como concursante en la segunda temporada del programa El baile en TVN, donde fue eliminado en la segunda semana de competencia. El 13 de diciembre de 2007 fue expulsado de SQP por declaraciones referentes a ejecutivos de TVN, y que podían configurar una querella por «injurias y calumnias».
El 7 de febrero de 2008, y tras un post en su blog personal, dio a conocer que se sometería a un programa de rehabilitación por consumo de drogas. Finalmente fue dado de alta el 21 de febrero. Posteriormente, condujo Los nuevos chilenos en LivTV y La grúa en radio Rock & Pop.
A mediados de 2011, se integró a La Red como panelista del programa de espectáculos Intrusos, lo que más tarde compatibilizó con su debut en lectura de noticias del mismo canal, además de conducir el podcast titulado «Abajo el amor».
En 2013 incursionó en el stand-up comedy con el show Hardcore junto a Natalia Valdebenito, Jani Dueñas y Paloma Salas.
En 2016 se reestrenó El interruptor, programa que condujo hasta junio de 2017, cuando renunció al espacio.